# Acosmium brachystachyum
Acosmium brachystachyum là một loài thực vật có hoa trong họ Đậu. Loài này được (Benth.) Yakovlev miêu tả khoa học đầu tiên.